# Carlos Ezquerra
Carlos Sánchez Ezquerra (Ibdes, Zaragoza; 12 de noviembre de 1947-1 de octubre de 2018) que también firmó como L. John Silver, fue un dibujante de historietas español. Trabajó principalmente para el mercado británico, donde fue cocreador de Judge Dredd.

## Biografía
Durante los años setenta, trabajó para Battle Picture Weekly, dibujando series como Rat Pack, Major Eazy y El Mestizo.
Para la revista 2000 AD creó la apariencia visual de personajes, ciudades y tecnologías del Judge Dredd de John Wagner. A pesar de esto, su primera historieta de la serie fue soslayada por el editor Pat Mills en favor de una historia encargada a otro equipo creativo, y no apareció hasta años después en un anual. Estos y otros problemas condujeron a Ezquerra a dejar 2000 AD para volver a Battle Picture Weekly en 1977.
Carlos Ezquerra y John Wagner también crearon Strontium Dog para Starlord en 1978; la serie continuaría más tarde en 2000 AD cuando Starlord cerró. Otras de sus series para 2000 AD son Fiends of the Eastern Front y las adaptaciones de las novelas Stainless Steel Rat de Harry Harrison. Más tarde, retomaría Judge Dredd en la saga épica Apocalypse War, volviendo a esta serie y Strontium Dog de vez en cuando.
Ezquerra colaboró asimismo con el guionista Garth Ennis en Bloody Mary, Adventures in the Rifle Brigade, War Stories, un anual de Hitman con Steve Pugh, y dos especiales de Predicador —las miniseries The Good Old Boys y The Saint of Killers miniseries— para DC Comics, y Just a Pilgrim para Black Bull Entertainment.
En 2009 su hijo Héctor entintó su trabajo a lápiz para Strontium Dog: Blood Moon.

## Obra

### Cómics
- Rat Pack (con Gerry Finley-Day, en Battle Picture Weekly, 1975, recopilado en Volume 1, 128 páginas, Titan Books, 09/2010, ISBN 1-84856-035-4)
- Major Eazy (con Alan Hebden, en Battle Picture Weekly, 1976–1978, recopilado en Volume 1, 120 páginas, Titan Books, 11/2010, ISBN 1-84856-441-4)
- El Mestizo (con Alan Hebden, en Battle Picture Weekly, 1977)

- Judge Dredd:
  - "Krong" (con Malcolm Shaw, en 2000 AD #5, 1977)
  - "Robot Wars" (con John Wagner, en 2000 AD #10, 1977)
  - "The Apocalypse War" (con John Wagner/Alan Grant, en 2000 AD #245-270, 1982)
  - Judge Dredd (en 2000 AD #279-72, 275-77, 281-88, 291-94 & 296-97, 1982)
  - Judge Dredd (en 2000 AD #309-314, 319-321 & 331-334, 1983)
  - "The Man Who Knew Too Much" (con John Wagner/Alan Grant, en 2000 AD #438-39, 1985)
  - "By Lethal injection" (con John Wagner, en 2000 AD #669-670, 1990)
  - "Rights of Succession" (con John Wagner, en 2000 AD #671, 1990)
  - "Dear Annie" (con John Wagner, en 2000 AD #672-673, 1990)
  - "Necropolis" (con John Wagner, en 2000 AD #674-699, 1990)
  - "Death Aid" (con Garth Ennis, en 2000 AD #711-715 & #719-720, 1990–1991)
  - "Return of the Keng" (con Garth Ennis, en 2000 AD #733-735, 1991)
  - "Judgement Day" (con John Wagner/Garth Ennis, en 2000 AD # 788-799, 1992)
  - "The Taking of Sector One-Two-Three" (con Garth Ennis, en Judge Dredd Megazene vol. 2 #10-11, 1992)
  - "Christmas with Attitude" (con Garth Ennis, en 2000 AD #815, 1992)
  - "enferno" (con Grant Morrison, en 2000 AD #842-853, 1993)
  - Judge Dredd (en 2000 AD # 867-871 & 889-890, 1994)
  - Judge Dredd (en Judge Dredd Megazene vol. 2 # 58-62, 1994)
  - Judge Dredd (en 2000 AD # 904-915 & 917-918, 1994)
  - Judge Dredd (en 2000 AD # 951-952 & 955-959, 1995)
  - "The Pit" (con John Wagner, en 2000 AD #970-977, 1995)
  - Judge Dredd (en 987-989 & 992-999, 1995–1996)
  - "Beyond the Call of Duty" (con John Wagner, en 2000 AD #1101-1110, 1998)
  - "Sector House" (con John Wagner, en 2000 AD #1215-1222, 2000)
  - Judge Dredd (en 2000 AD # 1250-1257 & 1260-1261, 2001)
  - "Helter Skelter" (con Garth Ennis, en 2000 AD #1250-1257 & 1260-1261, 2001)
  - "Leaveng Rowdy" (con John Wagner, en 2000 AD # 1280, 2002)
  - "The Girlfriend" (con John Wagner, en Judge Dredd Megazene #4.15, 2002)
  - "Phartz!" (con John Wagner, en Judge Dredd Megazene #201, 2003)
  - "Sturm und Dang" (con Gordon Rennie, en Judge Dredd Megazene #211-212, 2003)
  - "Brothers Of The Blood" (con John Wagner, en 2000 AD #1378-1381, 2004)
  - "The Monsterus Mashenashuns of P.J. Maybe" (con John Wagner, en Judge Dredd Megazene #231-234, 2005)
  - "Matters Of Life And Death" (con Gordon Rennie, en 2000 AD # 1452, 2005)
  - "Origins" (con John Wagner, en 2000 AD # 1505-1519 and 1529–1535, 2006–2007)

(Esta lista está incompleta; consulte el artículo en inglés para obtener una lista completa.)
- Strontium Dog (con John Wagner):
  - Strontium Dog (en Starlord # 1-10, 12-15 & 21-22, 1978)
  - Strontium Dog (en 2000 AD # 86-94 & 104-118, 1978–79)
  - Strontium Dog (en 2000 AD # 178-197, 200-206, 210-221 & 224-233, 1980–81)
  - Strontium Dog (en 2000 AD # 335-345, 350-359 & 363-385, 1983–84)
  - Strontium Dog (en 2000 AD # 416-434, 1985)
  - Strontium Dog (en 1986 2000 AD Annual, 1985)
  - Strontium Dog (en 2000 AD # 445-467 & 469-499, 1985–86)
  - "Bitch" (con Alan Grant, en 2000 AD #505-529, 1987)
  - Strontium Dog (en 2000 AD #532-536, 1988 2000 AD Annual & # 544-553, 1987)
  - Strontium Dog (en 2000 AD # 560-573, 1988)
  - "The Stone Killers" (con Alan Grant, en 2000 AD #560-572, 1988)
  - Strontium Dog (en 2000 AD prog 2000, # 1174-1180 & 1195-1199, 1999–2000)
  - Strontium Dog (en 2000 AD Prog 2001, 2000)
  - Strontium Dog (en 2000 AD # 1300-1307, 2002)
  - Strontium Dog (en 2000 AD # 1350-1358, 2003)
  - Strontium Dog (en 2000 AD # 1400-1403 & 1406-1415, 2004)
  - Strontium Dog (en 2000 AD Prog 2006 & # 1469-1472, 2005–06)
  - Strontium Dog (en 2000 AD #2008, 1567–1576, 2007–08)
  - Strontium Dog (en 2000 AD #2009, 1617–1628, 2008–09)
  - Strontium Dog (con Héctor Ezquerra del episodio 2, en 2000 AD #1651–1660, 2009)
  - "The Life and Death of Johnny Alpha" (con Héctor Ezquerra (colores), en 2000 AD #1689–1699, 2010)
  - "The Life and Death of Johnny Alpha II" (con Héctor Ezquerra, en 2000 AD #2012, 1764–1771, 2011–12)
  - Strontium Dog (con Alan Grant, en 2000 AD #1772, 2012)
  - "The Life and Death of Johnny Alpha III" (en 2000 AD #2013, 1813–1821, 2012–13)
  - "The Life and Death of Johnny Alpha IV" (en 2000 AD #2014, 1862–1870, 2013–14)
  - Strontium Dog (en 2000 AD #1924–1933, 2015)
  - Strontium Dog (en 2000 AD #1961–1971, 2015–2016)
  - Strontium Dog (en 2000 AD #2073–2081, 2018)

- Rick Random (en 2000 AD #118, 1979)

- Tharg the Mighty:
  - A Day en the Life of the Mighty Tharg (en 2000 AD #129, 1979)
  - Tharg The Mighty (en 2000 AD # 145-46, 1979)
  - Tharg the Mighty (en 2000 AD # 155 & 162, 1980)
  - Tharg the Mighty (en 2000 AD # 176-77 & 180-82, 1980)
  - Tharg the Mighty (en 2000 AD # 304, 1983)
  - Tharg the Mighty (en 2000 AD # 435-36, 1985)
  - Tharg the Mighty (en 2000 AD # 443, 1985)
  - Tharg the Mighty (en 2000 AD Winter Special # 3, 1990)

- ABC Warriors (con Pat Mills):
  - "Golgatha" (en 2000 AD #134-136, 1979)
  - "The Shadow Warriors Book I" (en 2000 AD #1336-1341, 2003)

- The Stainless Steel Rat (con Kelven Gosnell, tpb, 208 páginas, 07/2010, ISBN 1-906735-51-4):
  - "The Stainless Steel Rat" (en 2000 AD #140-151, 1979–1980)
  - "The Stainless Steel Rat Saves the World" (en 2000 AD #166-177, 1980)
  - "The Stainless Steel Rat for President" (en 2000 AD #393-404, 1984–1985)

- Fiends of the Eastern Front: "Fiends of the Eastern Front" (con Gerry Fenley-Day, en 2000 AD #152-161, 1980, tpb, ISBN 1-904265-64-2)

- Third World War (con Pat Mills):
  - "Hamburger Lady" (en Crisis #1-2, 1988)
  - "Sell out" (en Crisis #13-14, 1989)
  - "Back en Babylon" (en Crisis #17, 1989)
  - Untitled (en Crisis #18, 1989)
  - "All about Eve" (en Crisis #20-21, 1989)

- Anderson: Psi Division: "The Random Man " (con Alan Grant, en 2000 AD #657-659, 1989)

- Durham Red (con Alan Grant):
  - "Island of the Damned" (en 2000 AD #762-773, 1991)
  - "The Golden Mile" (en 2000AD Yearbook 1993)

- Al's Baby (con John Wagner):
  - Al's Baby (en Judge Dredd Megazene vol. 1 # 4-15 1991)
  - Al's Baby (en Judge Dredd Megazene vol. 2 # 16-24 1992-93)
  - Al's Baby (en 2000 AD # 1034-1044, 1997)

- Armageddon: "The Bad Man" (en Judge Dredd Megazene vol. 2 # 1-7, 1992)

- Purgatory (con Mark Millar, en 2000 AD #834-841, 1993)

- Janus: Psi-Division: "Will o' the Wisp" (con Grant Morrison, en 2000 AD Wenter Special 1993, 1993)

- Bob, the Galactic Bum (con Alan Grant\John Wagner, miniserie de 4 números, DC, 1995)

- Bloody Mary (con Garth Ennis, Vertigo, tpb, 2005 ISBN 1-4012-0725-1):
  - "Bloody Mary" (DC/Helix, miniserie de 4 números, 1996)
  - "Bloody Mary: Lady Liberty" (DC/Helix, miniserie de 4 números, 1998)

- Hitman (con Garth Ennis, en Pulp Heroes Annual #1, DC Comics, 1997)

- Preacher
- Mara Jade: By the Emperor's Hand (con Timothy Zahn y Michael A. Stackpole, Dark Horse, tpb recopila Star Wars: Mara Jade - By The Emperor's Hand #1-6, 1999 ISBN 1-56971-401-0)

- Adventures en the Rifle Brigade (con Garth Ennis, tpb recopila ambas miniseries, 2004: ISBN 1-4012-0353-1): 
  - "Adventures in the Rifle Brigade" (Vertigo, miniserie de 3 números, 2000)
  - "Operation Bollock" (Vertigo, miniserie de 3 números, 2001)

- Just a Pilgrim (con Garth Ennis):
  - Just a Pilgrim (Black Bull, 5 números, 2001, tpb, 2001 ISBN 1-84023-377-X)
  - Just a Pilgrim: Garden of Eden (Black Bull, 4 números, 2002, Trade paperbacktpb, 2003 ISBN 1-84023-590-X)

- The Scarlet Apocrypha: "Red Menace" (con Dan Abnett, en Judge Dredd Megazene #4.17, 2002)

- Cursed Earth Koburn (con Gordon Rennie):
  - "Kuss Hard" (en Judge Dredd Megazene #221-223, 2004)
  - "Burial Party" (en Judge Dredd Megazene #228, 2005)
  - "The Assizes" (en Judge Dredd Megazene #239, 2005)
  - "Malachi" (en Judge Dredd Megazene #240-144, 2006)

- The Authority (con Garth Ennis):
  - The Magnificent Keven (DC/Wildstorm, 5 números, 2005, Trade paperback, 2006 ISBN 1-4012-0990-4)
  - A Man Called Kev (miniserie de 5 números, 2006)

#### Recopilaciones
Algo de su trabajo para Dredd y Cursed Earth Koburn ha sido recopilado en un volumen:
- Judge Dredd: Carlos Ezquerra Collection (224 páginas, Rebellion, ISBN 1-905437-35-8)

### Juguetes
Dibujo igualmente los 4 modelos de X-Ploratron:
- Corgi Model Number 2022; "X4 Scanotron"
- Corgi Model Number 2023; "X1 Rocketron"
- Corgi Model Number 2024; "X2 Lasertron"
- Corgi Model Number 2026; "X3 Magnetron"